# Liceo classico statale Ugo Foscolo (Pavia)
Il Liceo classico statale "Ugo Foscolo" è una scuola secondaria di secondo grado, avente sede a Pavia, in Via Defendente Sacchi 15. È l'unico istituto ad indirizzo classico pubblico della città ed è intitolato al poeta Ugo Foscolo. 
Il Liceo si è confermato più volte tra i migliori classici d'Italia, costituendo un caposaldo dell'istruzione pavese.

## Storia

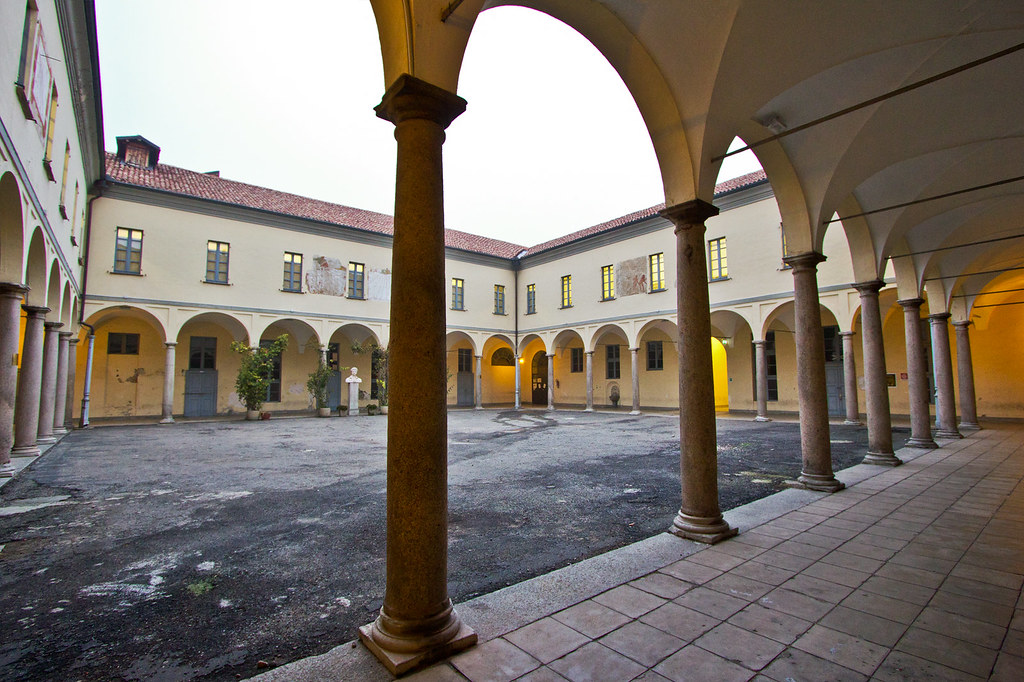
Il chiostro del Liceo

Nel 1492 viene edificata, nell'attuale Via Defendente Sacchi, la chiesa di Santa Maria Incoronata, al fine di venerare un'immagine miracolosa della Madonna, dipinta su un muro della casa del nobile pavese Viscardo Canepanova. La chiesa, che oggi ospita la comunità cittadina dei frati minori francescani, viene affidata, nel 1557, alla congregazione dei frati barnabiti. Questi ultimi decidono di costruire, accanto a Santa Maria di Canepanova, un collegio, in cui istruire la gioventù di Pavia, istituendo corsi di filosofia e teologia per studenti interni ed esterni. Nel 1804, in età napoleonica, nasce l'attuale Liceo attraverso la fusione del collegio barnabita e delle scuole ginnasiali dei gesuiti pavesi. Nel 1859, con l'annessione della Lombardia al Regno di Sardegna nel corso della Seconda Guerra di Indipendenza, la scuola diviene Regio Liceo Ginnasio Statale. Dal 1865, esso viene intitolato al poeta Ugo Foscolo, vissuto brevemente a Pavia per ricoprire la cattedra di Eloquenza all'Università di Pavia. Dall'anno scolastico 2015/2016, il Liceo Foscolo è accorpato al Liceo scientifico Taramelli, costituendo un unico Istituto. 

## Collocazione e struttura
La scuola, attigua alla chiesa di Santa Maria di Canepanova, ha l'entrata principale in Via Defendente Sacchi, mentre quella posteriore in Via Foro Magno, proprio di fronte al palazzo comunale di Pavia. La struttura, su due piani, presenta un ampio chiostro centrale ed uno, più piccolo, vicino all'ingresso principale. Il Liceo è arricchito da una biblioteca che vanta all'incirca ventimila volumi catalogati online dall'Università. A questo si aggiungono il Museo degli strumenti, contenente diversi macchinari scientifici settecenteschi ed ottocenteschi utilizzati da Alessandro Volta, ed il Museo di Scienze, che conserva un'importante collezione naturalistica. Il Liceo dispone anche di un'aula di Fisica ed Informatica, un'aula di Scienze, attrezzata di strumenti per esperimenti, un'aula proiezioni ad anfiteatro, un campo da pallavolo situato nel cortile (in aggiunta alla palestra) ed un'aula magna, utilizzata per conferenze ed incontri istituzionali.

## Alunni illustri
- Benedetto Cairoli (Pavia, 28 gennaio 1825 - Napoli, 8 agosto 1889), politico e militare, eroe del Risorgimento, ministro e presidente del Consiglio nel 1878, membro della Sinistra storica.
- Felice Casorati (Pavia, 17 dicembre 1835 - Casteggio, 11 settembre 1890), matematico ed accademico, ricordato per il teorema di Casorati-Weierstraß.
- Tranquillo Cremona (Pavia, 10 aprile 1837 - Milano, 10 giugno 1878), artista, pioniere della pittura scapigliata.
- Filippo Turati (Canzo, 26 novembre 1857 - Parigi, 29 marzo 1932), politico e giornalista, fondatore del Partito Socialista Italiano nel 1892 e attivo antifascista.
- San Riccardo Pampuri (Trivolzio, 2 agosto 1897 - Milano, 1 maggio 1930), religioso e medico dell'Ordine Ospedaliero di San Giovanni di Dio, proclamato santo nel 1989 da papa Giovanni Paolo II.
- Virginio Rognoni (Corsico, 5 agosto 1924 - Pavia, 20 settembre 2022), politico democristiano, ministro e vicepresidente del CSM, promotore della Legge Rognoni-La Torre del 1982.
- Maria de Filippi (Milano, 5 dicembre 1961), conduttrice, autrice e produttrice televisiva
- Monica Boggioni (Pavia, 5 agosto 1998), campionessa mondiale paraolimpica di nuoto.